# Etheostoma longimanum
Etheostoma longimanum är en fiskart som beskrevs av Jordan, 1888. Etheostoma longimanum ingår i släktet Etheostoma och familjen abborrfiskar. Inga underarter finns listade i Catalogue of Life.